# Голливуд-боул
Голливуд-боул (англ. Hollywood Bowl) или «Голливудская чаша» — концертный зал в виде амфитеатра под открытым небом в районе Голливуд в Лос-Анджелесе в штате Калифорния в США. Используется в основном для музыкальных выступлений.
Известен своей эстрадой с акустической раковиной, с 1926 по 2003 годы в виде ряда концентрических арок, в 2004 году замененной на большую. Раковина установлена на фоне Голливудских холмов со знаменитым знаком Голливуда.
Чашей (англ. bowl) амфитеатр назван потому, что находится в углублении в склоне холма. Голливуд-боул принадлежит округу Лос-Анджелес и является домом для оркестра Голливуд-боула. Летом здесь выступает Лос-Анджелесский филармонический оркестр.
Расположен на Норт-хайланд-авеню, к северу от Голливудского бульвара и станции Голливуд/Хайланд красной линии метро Лос-Анджелеса, к югу от Голливудской автострады.